# Alexander Van Hoecke
Alexander Van Hoecke, né le 3 mai 1994 à Lokeren, est un homme politique belge, membre du Vlaams Belang (VB).

## Biographie
Alexander Van Hoecke nait le 3 mai 1994 à Lokeren.
Aux élections législatives fédérales de 2024, Alexander Van Hoecke est élu à la Chambre des Représentants.